# Berlin Ladies Open 2025 - Qualificazioni singolare
Le qualificazioni del singolare del Berlin Ladies Open 2025 sono un torneo di tennis preliminare per accedere alla fase finale della manifestazione disputate il 14 e 15 giugno 2025. Le vincitrici dell'ultimo turno entreranno di diritto nel tabellone principale. In caso di ritiro di una o più giocatrici aventi diritto a queste sono subentrate le Lucky loser, ossia le giocatrici che perderanno nell'ultimo turno ma che avevano una classifica più alta rispetto alle altre partecipanti che avevano comunque perso nel turno finale.

## Teste di serie
1. Anna Kalinskaja (primo turno)
2. Sofia Kenin (qualificata)
3. Ashlyn Krueger (ultimo turno, lucky loser)
4. Anastasija Potapova (ultimo turno, ritirata)
5. Wang Xinyu (qualificata)
6. Ann Li (ritirata)

1. Ons Jabeur (ultimo turno, lucky loser)
2. Caroline Dolehide (qualificata)
3. Ajla Tomljanovic (ultimo turno)
4. Kateřina Siniaková (qualificata)
5. Viktorija Tomova (qualificata)
6. Arina Rodionova (primo turno)

## Qualificate
1. Rebeka Masarova
2. Sofia Kenin
3. Kateřina Siniaková

1. Caroline Dolehide
2. Wang Xinyu
3. Viktorija Tomova

### Lucky loser
1. Ons Jabeur

1. Ashlyn Krueger

## Tabellone

### Legenda
| - Q = Qualificato - WC = Wild card - LL = Lucky loser | - ALT = Alternate - SE = Special Exempt - PR = Protected Ranking | - w/o = Walkover - r = Ritirato - d = Squalificato |

### Sezione 1
|  | Primo turno | Primo turno     | Primo turno     | Primo turno | Primo turno |  |  | Ultimo turno | Ultimo turno    | Ultimo turno    | Ultimo turno | Ultimo turno |  |
|  |             |                 |                 |             |             |  |  |              |                 |                 |              |              |  |
|  | 1           | Anna Kalinskaja | 6               | 4           | 6           |  |  |              |                 |                 |              |              |  |
|  |             | Ella Seidel     | 4               | 6           | 7           |  |  |              | Ella Seidel     | Ella Seidel     | 5            | 1            |  |
|  |             | Rebeka Masarova | Rebeka Masarova | 7           | 7           |  |  |              | Rebeka Masarova | Rebeka Masarova | 7            | 6            |  |
|  | 12          | Maria Sakkarī   | Maria Sakkarī   | 61          | 5           |  |  |              |                 |                 |              |              |  |

### Sezione 2
|  | Primo turno | Primo turno      | Primo turno    | Primo turno | Primo turno |  |  | Ultimo turno | Ultimo turno     | Ultimo turno | Ultimo turno | Ultimo turno |  |
|  |             |                  |                |             |             |  |  |              |                  |              |              |              |  |
|  | 2           | Sofia Kenin      | Sofia Kenin    | 6           | 6           |  |  |              |                  |              |              |              |  |
|  |             | Ėrika Andreeva   | Ėrika Andreeva | 4           | 0           |  |  | 2            | Sofia Kenin      | 5            | 6            | 7            |  |
|  |             | Chloé Paquet     | 6              | 3           | 4           |  |  | 9            | Ajla Tomljanovic | 7            | 4            | 5            |  |
|  | 9           | Ajla Tomljanovic | 0              | 6           | 6           |  |  |              |                  |              |              |              |  |

### Sezione 3
|  | Primo turno | Primo turno        | Primo turno        | Primo turno | Primo turno |  |  | Ultimo turno | Ultimo turno       | Ultimo turno       | Ultimo turno | Ultimo turno |  |
|  |             |                    |                    |             |             |  |  |              |                    |                    |              |              |  |
|  | 3           | Ashlyn Krueger     | Ashlyn Krueger     | 6           | 6           |  |  |              |                    |                    |              |              |  |
|  | WC          | Anna-Lena Friedsam | Anna-Lena Friedsam | 3           | 0           |  |  | 3            | Ashlyn Krueger     | Ashlyn Krueger     | 4            | 2            |  |
|  | WC          | Mia Pohánková      | Mia Pohánková      | 65          | 1           |  |  | 10           | Kateřina Siniaková | Kateřina Siniaková | 6            | 6            |  |
|  | 10          | Kateřina Siniaková | Kateřina Siniaková | 7           | 6           |  |  |              |                    |                    |              |              |  |

### Sezione 4
|  | Primo turno | Primo turno         | Primo turno | Primo turno | Primo turno |  |  | Ultimo turno | Ultimo turno        | Ultimo turno        | Ultimo turno        | Ultimo turno |  |
|  |             |                     |             |             |             |  |  |              |                     |                     |                     |              |  |
|  | 4           | Anastasija Potapova | 6           | 62          | 6           |  |  |              |                     |                     |                     |              |  |
|  | WC          | Renáta Jamrichová   | 3           | 7           | 3           |  |  | 4            | Anastasija Potapova | Anastasija Potapova | Anastasija Potapova |              |  |
|  | WC          | Sonja Zhenikhova    | 7           | 2           | 3           |  |  | 8            | Caroline Dolehide   | Caroline Dolehide   | Caroline Dolehide   | w/o          |  |
|  | 8           | Caroline Dolehide   | 67          | 6           | 6           |  |  |              |                     |                     |                     |              |  |

### Sezione 5
|  | Primo turno | Primo turno    | Primo turno | Primo turno | Primo turno |  |  | Ultimo turno | Ultimo turno | Ultimo turno | Ultimo turno | Ultimo turno |  |
|  |             |                |             |             |             |  |  |              |              |              |              |              |  |
|  | 5           | Wang Xinyu     | 3           | 7           | 7           |  |  |              |              |              |              |              |  |
|  |             | Talia Gibson   | 6           | 65          | 5           |  |  | 5            | Wang Xinyu   | 6            | 3            | 6            |  |
|  |             | Elsa Jacquemot | 6           | 5           | 611         |  |  | 7            | Ons Jabeur   | 1            | 6            | 0            |  |
|  | 7           | Ons Jabeur     | 4           | 7           | 7           |  |  |              |              |              |              |              |  |

### Sezione 6
|  | Primo turno | Primo turno      | Primo turno    | Primo turno | Primo turno |  |  | Ultimo turno | Ultimo turno     | Ultimo turno | Ultimo turno | Ultimo turno |  |
|  |             |                  |                |             |             |  |  |              |                  |              |              |              |  |
|  | Alt         | Katarzyna Kawa   | Katarzyna Kawa | 6           | 6           |  |  |              |                  |              |              |              |  |
|  |             | Dalma Gálfi      | Dalma Gálfi    | 4           | 3           |  |  | Alt          | Katarzyna Kawa   | 6            | 4            | 1            |  |
|  |             | Priscilla Hon    | 7              | 64          | 6           |  |  | 11           | Viktorija Tomova | 2            | 6            | 6            |  |
|  | 11          | Viktorija Tomova | 5              | 7           | 7           |  |  |              |                  |              |              |              |  |